# Delias biaka
Delias biaka is een vlindersoort uit de familie van de Pieridae (witjes), onderfamilie Pierinae.
Delias biaka werd in 1915 beschreven door Joicey & Noakes.